# Ливолд
Ливолд (словен. Livold) — поселення в общині Кочев'є, регіон Південно-Східна Словенія, Словенія. Висота над рівнем моря: 567 м.